# Montagerhythmus
Der Montagerhythmus eines Films wird u. a. durch das Pacing und das Timing gebildet.
Pacing bezeichnet beim Filmschnitt und in der Montagetheorie das Tempo, das innerhalb von Einstellungen oder Einstellungsabfolgen vorliegt. Es wird durch visuelle Bewegungsimpulse oder auditive Pulse gebildet.
Das Pacing kann, wenn in Einstellungen oder Einstellungsabfolgen ein regelmäßiger Bewegungs-Impuls vorliegt, metrisch sein. Meistens jedoch ist es unregelmäßig und erzeugt dadurch rhythmische Strukturen.
Timing bezeichnet beim  Filmschnitt  und in der Montagetheorie den Zeitpunkt des Ausstiegs aus einer Einstellung und den Zeitpunkt des Einstiegs in eine neue Einstellung an einer Schnittstelle und die dadurch entstehende Andauer der montierten Einstellung.